# Phanerotomella beckeri
Phanerotomella beckeri är en stekelart som beskrevs av Herbert Zettel 1989. Phanerotomella beckeri ingår i släktet Phanerotomella och familjen bracksteklar. Inga underarter finns listade i Catalogue of Life.